# Calotte polaire
Ne doit pas être confondu avec Inlandsis ou Calotte glaciaire.
Une calotte polaire est une couche de glace entourant l'un des pôles d'un corps céleste (planète, planète naine ou satellite naturel). La glace, un solide transparent et ductile, peut être constituée d'eau H2O, de méthane CH4, d'ammoniac NH3, de dioxyde de carbone CO2, de monoxyde de carbone CO ou de diazote N2. Les calottes polaires peuvent être permanentes ou non et leur étendue varier selon les saisons.

## Mars

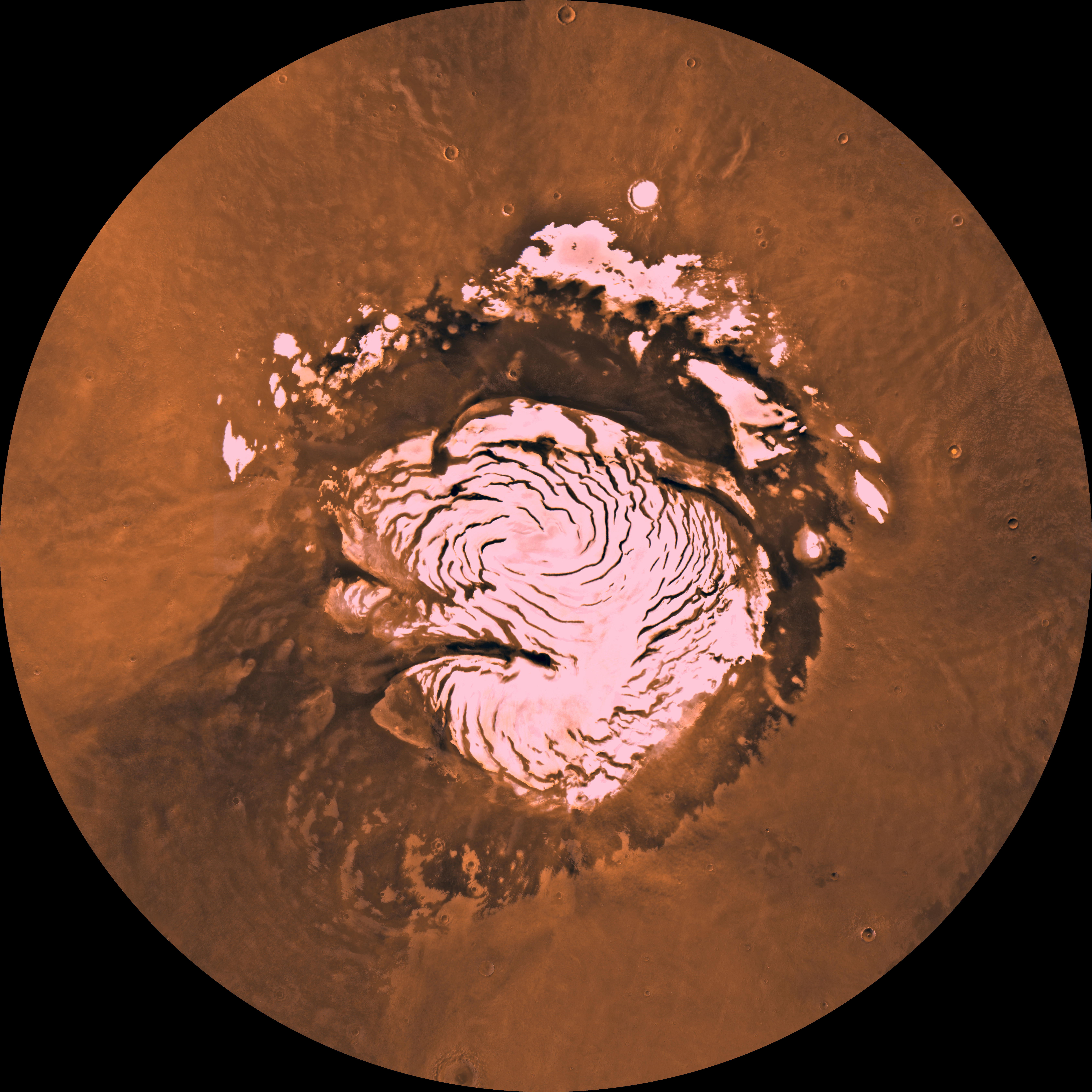
Calotte polaire résiduelle autour du pôle Nord de Mars.

Mars comporte deux calottes polaires. La glace permanente est principalement composée de glace d'eau, avec quelques traces de poussière. La glace carbonique constitue une petite partie permanente de Planum Australe et des dépôts stratifiés polaires du sud. Dans les deux régions polaires, un gel saisonnier de dioxyde de carbone se dépose en hiver et se sublime au printemps.
Les données recueillies en 2001 lors des missions de la NASA sur Mars montrent que la calotte glaciaire résiduelle sud subit une sublimation interannuelle, sans doute en raison des fluctuations de l'orbite de la planète.

## Pluton

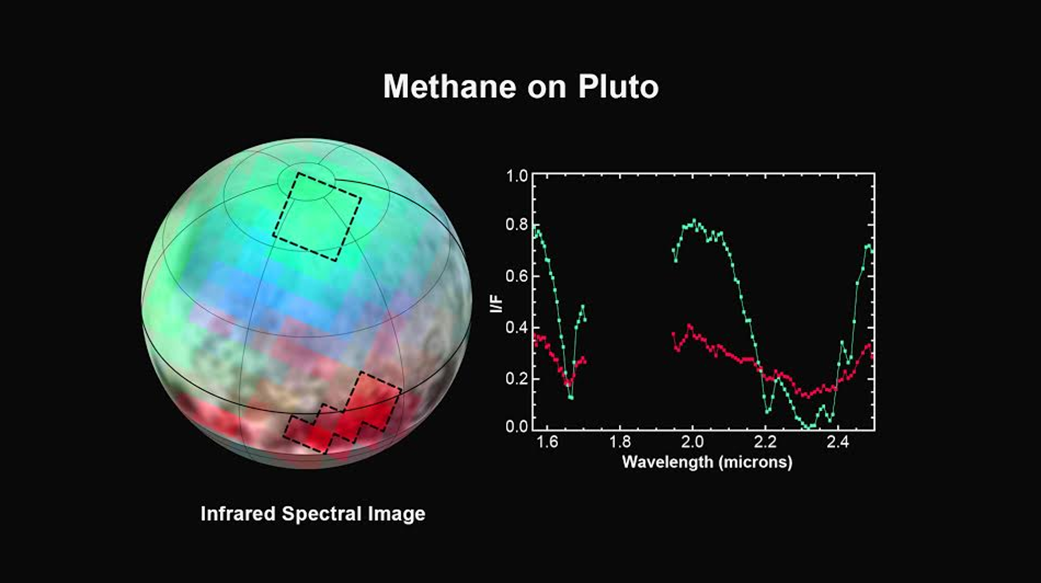
Identification de la calotte polaire de Pluton.

Une calotte polaire a été identifiée sur la planète naine Pluton en avril 2015 par la sonde New Horizons. En juillet, le spectromètre d'imagerie ultraviolette Alice (en) a montré qu'elle est constituée de glaces de méthane et d'azote.